# Ľutov
Ľutov je obec na Slovensku v okrese Bánovce nad Bebravou.
Leží v nadmořské výšce 248 metrů. Žije zde 174 obyvatel.
První písemná zmínka o obci je z roku 1389. V katastrálním území obce se nachází národní přírodní rezervace Bradlo a zasahují do něj části přírodních rezervací Kňaží stôl a Ľutovský Drieňovec.